# Leopold Walraf
Leopold Walraf (* 1. November 1877 in Mönchengladbach; † 10. Dezember 1957) war ein deutscher Politiker (CDU).

## Ausbildung und Beruf
Walraf besuchte nach der Volksschule das Progymnasium und anschließend die Technischen Hochschulen in Charlottenburg und Dresden. Ab 1904 war er Leiter und Mitinhaber der Firma Anton Walraf Söhne in Grevenbroich.

## Politik
Im Jahr 1908 trat er der Deutschen Zentrumspartei bei, aus der er 1933 austrat. Bis 1933 war er Beigeordneter der Stadt Grevenbroich und Mitglied der Stadtverordnetenversammlung und des Kreistages Grevenbroich. Nach dem Zweiten Weltkrieg wurde er Mitglied der CDU und wurde im Kreis Grevenbroich Vorsitzender der Partei. Walraf wurde in der zweiten Ernennungperiode zum Mitglied des Landtages von Nordrhein-Westfalen bestimmt, in den er in den ersten beiden regulären Legislaturperioden gewählt wurde. Er zog über ein Direktmandat im Wahlkreis 028 Grevenbroich-West ins Landesparlament ein, dem er insgesamt vom 19. Dezember 1946 bis zum 4. Juli 1954 angehörte.